# Neolasioptera allioniae
Neolasioptera allioniae är en tvåvingeart som först beskrevs av Ephraim Porter Felt 1911.  Neolasioptera allioniae ingår i släktet Neolasioptera och familjen gallmyggor.
Artens utbredningsområde är Colorado. Inga underarter finns listade i Catalogue of Life.